# おはなしの旅
『おはなしの旅』（おはなしのたび）は、NHKラジオ第2放送とNHK-FM放送で2003年から2013年3月まで放送された学校放送（国語）である。

## 内容
2002年度まで放送されていた前身番組の『ことばのきょうしつ』・『ことばの教室』はおもに授業形式で、対象学年ごとに別番組となっていた。これに対し、2003年度に開始した本番組では乳幼児・小学校低学年向け「お話でてこい」と同じように、「おはなし」を聞くことをねらいとし、日本国内外の古典、民話、童話などを題材とした朗読やラジオドラマの形式をとっている。また、対象学年を低学年（1・2年生）、中学年（3・4年生）、高学年（5・6年生）と作品ごとに区切っているものの、この枠にとらわれず、音声教材として自由に利用されることを意図している。
江守徹、熊倉一雄、寺田農、奈良岡朋子、橋爪功、山本圭などの新劇俳優のほか、篠田三郎、仲村トオル、中村メイコ、夏木陽介、森本レオ、若山弦蔵などがたびたび出演している。出演者のうち、幸田弘子が2003年度に、岸田今日子が2004年 - 2006年度に、番組の企画にも協力していた。一龍斎貞友、小長谷勝彦、島津冴子、鈴木勝美、田中允貴、林玉緒、真柴摩利、向殿あさみ、矢島晶子、横田砂選などは『ことばのきょうしつ』・『ことばの教室』から継続しての出演者で、おもにラジオドラマ形式の回に出演している。
2012年度末の2013年3月29日放送分を最後に放送終了となった。これに伴い、これまで月曜・火曜日の同じ時間に放送されていた幼児・小学校低学年向けの「お話でてこい」が水曜・木曜日にも拡大されたのと、金曜日には一般向けの国語教養番組「ことば力アップ」再放送を開始したため、事実上小学校以上のクラスを対象としたラジオ第2での学校放送の番組は当番組の終了とともに廃止となった。

## 放送日時
最終年度（2012年度）
- ラジオ第2 水曜 - 金曜 9:30 - 9:45

水曜が低学年、木曜が中学年、金曜が高学年向けの作品を放送。
隔週で新しい内容を放送。
過去
- FM 木曜 10:45 - 11:00

過去の放送作品を対象学年ごとに再放送している。
2011年度は4月 - 7月が高学年、8月 - 11月が中学年、12月 - 2012年3月が低学年向けの作品となっている。